# Иван Розенбом
Иван Иванович Розенбом (на руски: Иван Иванович Розенбом) също и Юхан Ерик Розенбом (на фински: Johan Erik Rosenbom) е руски офицер, полковник. Участник в Руско-турската война (1877 – 1878).

## Биография
Иван Розенбом е роден на 19 август 1827 г. в град Яаакима, Финландия. Произхожда от стар дворянски финландски род. Учи в частни училища. Посвещава се на военното поприще. Започва службата си в Руската императорска армия от 1846 г. като унтерофицер в лейбгвардейския Фински стрелкови батальон.
Участва в потушаването на Унгарското въстание (1848 – 1849). Произведен е в първо офицерско звание прапорщик с назначение във 22-ри Суворовски гренадирски полк (1850). Повишен е последователно във военно звание подпоручик от 1852 г. и поручик от 1854 г. Преведен в лейбгвардейски Волински полк от 1856 г. и е завеждащ оръжейната част от 1858 г. Повишен е във военно звание щабскапитан от 1861 г.
Под командването на генерал-майор Николай Криденер участва като ротен командир в потушаването на Полското въстание (1863 – 1864). През периода 1864 – 1866 г. изпълнява длъжността на полкови касиер. Повишен е във военно звание капитан през 1866 г. Командир на 25-и Резервен батальон (1867). Повишен е във военно звание полковник от 1868 г. Командир на 17-и Арахангелогородски пехотен полк от 1873 г.
Участва в Руско-турската война (1877 – 1878) като командир на 17-и Архангелогородски пехотен полк в състава на Западния отряд с командир генерал-лейтенант Николай Криденер. На 8/20 юли 1877 г. повереният му полк съвместно с 18-и Вологодски и 19-и Костромски пехотни полкове атакуват турските позиции по билото на Янък баир северно от Плевен (виж първа атака на Плевен). Полковник Иван Розенбом е ранен, но остава в строя. Получава втори куршум, който се оказва фатален и пада заедно с коня си. Войниците му се опитват да изнесат тялото на командира си от бойното поле, но са избити от превъзхождащия ги противник. При отстъплението на полка телата на всички убити и тежко ранени са изоставени на милостта на врага.

## Паметници
В памет на полковник Розенбом са изградени три паметника:
- Паметник на полковник Иван Иванович Розенбом, командир на 17-и Архангелогородски пехотен полк, загинал при първата атака на Плевен. Намира се на 1 км източно от село Буковлък, вдясно от пътя за село Върбица, на мястото, където е убит.
- Братска могила на 17-и Архангелогородски пехотен полк. Намира се на самото бойно поле на Янък баир, на 1,2 км югоизточно от село Буковлък – местността Яшъка. Построен през 1879 г. по проект и с руски средства. През 2015 г. Военно-историческият музей Плевен го реставрира изцяло. Ремонтно-възстановителната дейност е извършена изцяло със средства, дарени от руското Генерално консулство в Русе. На мястото на откраднатия кръст е поставен нов. От двете му страни са поставени плочи с имената на загиналите офицери и броя на убитите нисши чинове.
- Паметник в Мемориален комплекс в село Гривица.

## Награди
- Орден „Свети Владимир“ IV степен
- Орден „Света Анна“ III степен без корона (1861)
- Орден „Свети Станислав“ II степен с мечове (1863) – за потушаването на Варшавското въстание,
- Орден „Свети Станислав“ II степен с императорска корона и мечове (1866)
- Орден „Света Анна II степен (1868)
- Бронзов медал „За войната 1853 – 1856 г.“
- Бронзов медал „За потушаването на Полското въстание 1863 – 1864 г.“ [2]

## Семейство
- баща – Erik Johan Rosenbom,
- майка – Lovisa Natalia Rosenbom,
- син – Alexander Rosenbom,
- сестра – Hilda Natalia Aleksandra Josefina Maconi,
- сестра – Edla Laura Sofia Rosenbom,
- сестра – Edla Natalia Evelina Rosenbom,
- сестра – Johanna Katarina Rosenbom,
- брат – William Konstantin Mauritz Rosenbom,
- брат – Carl Fredrik Edvard Rosenbom,
- сестра – Johanna Katarina Rosenbom,
- сестра – Hilma Wilhelmina Rosenbom,
- брат – Ivar Woldemar Achates Rosenbom. [3]

## Галерия
- Паметник на полковник Иван Розенбом, на мястото, на което е убит карай село Буковлък
- Надпис на паметника на полковник Иван Розенбом край село Буковлък
- Паметник на 17-и Архангелогородски пехотен полк на Янък баир край село Буковлък
- Плоча на паметник на 17-и Архангелогородски пехотен полк край село Буковлък
- Плоча на паметник на 17-и Архангелогородски пехотен полк край село Буковлък
- Мемориал в парка край село Гривица
- Мемориал в парка край село Гривица